# Sander de Heer (acteur)
Sander de Heer (Rotterdam, 17 september 1958) is een Nederlands acteur, stemacteur, illustrator, schrijver en schilder.

## Levensloop
De Heer bezocht de kunstacademie in Utrecht, waarna hij circusscholen in Arnhem en Rome deed. Hiernaast volgde hij ook verscheidene workshops bij Warren Robertson en De Akteursstudio. Zijn eerste grote televisierol kreeg hij in 1990 als Paul de Geeuw in de komedieserie Vrienden voor het leven. In de hierop volgende jaren speelde hij vele bijrollen, waaronder in Flodder, Baantjer en Kees & Co. Vaste rollen krijgt De Heer in Jansen, Jansen en Goudkust.
In 1994 speelde hij een tiental afleveringen een bijrol in de soapserie Onderweg naar Morgen. Tien jaar later kreeg hij de vaste rol van Marnix Klein in dezelfde serie.
De Heer doet ook aan theater. Zo was hij te zien in Dinnerparty en Ronja de Roversdochter.
Hij won in 2011 de Zilveren Koe voor zijn bijdrage aan het niveau van de nasynchronisatie in Nederland. Eerdere winnaars van deze prijs zijn Maria Lindes (2010) Jan Nonhof (2009), Paul van Gorcum (2004), Marjolein Algera (2005) en Fred Meijer (2006).

## Filmografie

### Televisieseries
- Lijn 32 als Chirurg/Hartchirurg (afl. Today en Two Weeks Earlier, 2012)
- Flikken Maastricht als Paul Vlootman (afl. Een nieuw begin, 2012) | Pierre Huizinga (afl. "Alte Kameraden", 2023)
- Onderweg naar Morgen (1994) als Marnix Klein (2004-2010)
- Goudkust als Robert van Galen (seizoen 1) en David Bergman
- Jansen, Jansen als Henk (1996-1998)
- Kees & Co als Ome Piet (1997)
- Oppassen!!! als Sebastiaan (Afl. Willem Bol-Superstar, 1996)
- Vrienden voor het leven (1990-1994) als Paul de Geeuw
- Flodder als Jeffry (seizoen 2, 1994) en barman (seizoen 5, 1999)

### Film
- Razend (2011) als Wim, vader van Sven

### Nasynchronisatie films
- Krummel (2002) als God
- Barbie als de Prinses en de Bedelaar (2004) als Ambassadeur Bismark
- The SpongeBob SquarePants Movie (2004) als Mr. Krabs
- Barbie als de Eilandprinses (2007) als Royal Minister en Paard
- Lucky Luke: Op naar het westen (2007) als Averell Dalton
- Ratatouille (2007) als De Verteller
- Underdog (2007) als Doctor Simon Sinister
- Bolt (2008) als DR. Calico
- Kung Fu Panda (2008) als Tai Lung
- Kung Fu Panda 2 (2011) als Overige stemmen
- Shrek the Third (2007) als Boze Dwerg en Óverige stemmen
- Harry Potter en de Vuurbeker als Dwaaloog Dolleman
- Billy de Bengelbij als God
- Winx Club als Professor Palladium en als Koning Erendor
- Up (2009) als Beta en als Broeder AJ van Bejaarden Tehuis
- Dug's Speciale Missie (2009) als Beta
- De Aristokatten (2010) als Edgar Mietzefeld
- Toy Story 3 (2010) als Bonk
- Alice in Wonderland (2010) als Lord Ascot
- Tom and Jerry Meet Sherlock Holmes (2010)
- Kung Fu Panda 2 (2011) als Overige stemmen
- De Smurfen (2011) als Koksmurf
- De avonturen van Kuifje: Het geheim van de Eenhoorn (2011) als Sakharine en Red Rackham
- Cars 2 (2011) als onder meer Oom Topolino
- De Muppets (2011) als Hobo Joe
- Rio (2011) als Marcel
- Rango (2011) als Ratelslang Jan
- The Smurfs: A Christmas Carol (2011) als Koksmurf
- Haai Five (2012)
- Sammy's Adventures: Escape from Paradise (2012) als Lulu
- The SpongeBob Movie: Sponge Out of Water (2015) als Mr. Krabs
- Zootropolis (2016) als Mr. Big
- Cars 3 (2017) als Smokey
- The Nut Job 2 (2017) als Mr. Feng
- Elliot the Littlest Reindeer (2018)
- Sherlock Gnomes (2018)
- The SpongeBob Movie: Sponge on the Run (2020) als Mr. Krabs
- Scrooge: A Christmas Carol (2022) als Jacob Marley
- Pinocchio (2022) als Count Volpe
- Superkat Maurice (2023) als de Rattenkoning
- Kattenkwaad in het Museum (2023) als Puffin
- Kung Fu Panda 4 (2024) als Tai Lung
- Rebellious (2025) als de Koning

### Nasynchronisatie tekenfilmseries
- Kung Fu Panda: Legends of Awesomeness (2012) als Generaal Tsin
- Blaze en de Monsterwielen als Crusher
- Galactik Football als Aarch
- SpongeBob SquarePants als Mr. Krabs, moeder van Mr. Krabs en Meerminman
- Yu-Gi-Oh! als Seto Kaiba
- Action Man als Alex Mann/Action Man
- Avatar: De Legende van Aang als Admiraal Zhao, Long Feng en Guru Pathik
- Star Wars: The Clone Wars als Plo Koon en Hondo Ohnaka
- Star Wars Rebels als Wilhuff Yularen en Hondo Ohnaka
- Shuriken School als Kubo Utamaro en Vladimir Keitawa
- Winx Club als Professor Palladium en Knut
- The Fairytaler als Verschillende personages
- Tutenstein als Set
- Medabots als Mr. Referee
- Regular Show als Hups
- Generator Rex als De Wit
- Bakugan: Indringers van Gundalia als Pliteon en Nurzak
- Ultimate Spider-Man als Sabretooth en The Collector
- Miraculous: Tales of Ladybug & Cat Noir (2015) als Roger Raincomprix/Rogercop
- De avonturen van de gelaarsde kat als De gelaarsde Kat
- Zootropolis+ als Mr. Big
- Star Wars: Visions als Jon
- Kikker en zijn vriendjes als de verteller

### Nasynchronisatie live-actionseries
- Mako Mermaids als Rob Blakely
- Mopatop's Shop als Mopatop
- Shadowhunters: The Mortal Instruments als Asmodeus
- Avatar: The Last Airbender als Commandant Zhao

### Computerspellen (Nederlandse stem)
- De Legende van Spyro: De Opkomst van een Draak (2008) als Hunter
- Sly Cooper: Thieves In Time (2013) als El Jefe
- Disney Princess: De betoverende reis  als Grumpy en overige stemmen
- Disney Infinity-spellen als Mike Wazowski, Sully, Maccus, Keizer Zurg, The Collector, Mysterio
- LEGO City Undercover als politiecommissaris Dunby
- Uncharted 4: A Thief's End als Hector Alcazar

### Theater
- Scrooge (1993-1994) met Coen van Vrijberghe de Coningh en Wivineke van Groningen
- Dinnerparty
- Tijl Uilenspiegel (2001-2002, Jeugdtheater Hofplein)
- De Heer is los
- Ronja de roversdochter (2003-2004, Jeugdtheater Hofplein)
- Turandot (2008, Jeugdtheater Hofplein)
- Paul Vlaanderen en het mysterie van de verzonnen dood (2011, toneel)
- Lover of Loser de interactieve musical (2012-2013)
- Ali Baba en de veertig rovers (2015) als Sultan